# Fäbodtjärnen (Arvidsjaurs socken, Lappland)
Fäbodtjärnen är en sjö i Arvidsjaurs kommun i Lappland och ingår i Byskeälvens huvudavrinningsområde.